# Свети Мартин Турски
Свети Мартин Турски је хришћански светитељ и епископ града Тура. Рођен је 316. године у Панонији, у Штајерској. Отац му је био римски официр, тако да се и Мартин против своје спремао за војничку службу.
Након једно необичног догађаја када је просјаку дао свој војнички огртач јавио му се у сну Исус Христос. Мартин је напустио војну службу након тога, крстио се и постао хришћанин. Убрзо затим се замонашио у епархији светог Иларија Поатијског, и тамо проводио живот пун хришћанских подвига.
Против његове воље постављен је за епископа у граду Туру. Радио је предано у турској епархији и водио тешку борбу са незнабошцима и јеретицима аријанцима.
Свети Мартин је умро 397. године.
Православна црква прославља Светог Мартина 12. октобра по јулијанском календару, Католичка црква 11. новембра.

## Култ Св. Мартина међу Србима
До 16. века и грегоријанске реформе, Православна и Римокатоличка црква користиле су заједнички, јулијански календар.
По јулијанском календару, дан Св. Мартина у Римокатоличкој цркви био је 11. новембра, што упућује да је овај култ био јак и међу православним Србима, јер су и након реформе, Срби 11. јулијанског новембра наставили да обичајно прослављају дан по имену „Мратиндан“ или „Мратиње“, као и светитеља по имену „Св. Мрата“. 11. новембар по јулијанском календару, у 20. и 21. веку пада на 24. грегоријански новембар.
Идентични обичаји и терминологија са данашњим римокатоличким Хрватима (Мартиндан/Мратиндан, Мартиње/Мратиње, заједнички свечев надимак "Св. Мрата" и изрека "Св. Мрата, снег на врата"), упућују да је у далекој прошлости међу свим Јужним Словенима култ Св. Мартина био изузетно јак и да се обичајно прослављао по римском календару у тада јединственој Хришћанској цркви и да се са том праксом међу Србима наставило и након Раскола 1054. године и преваге цариградског календара.
Иван Јастребов је записао да са селом Рапча (Гора (област)) граниче села која леже југозападно, Пакишта и Кошаришта (данас у Албанији). Између граница тих села је, у Хрисовуљи (цара Душана) се вели, црква која се назива Мратиња. Те цркве више нема, али се виде остаци темеља, који показују да је та црква унеколико већа од уобичајених малих сеоских цркава. Та црква је била на брду и њено име се сачувало у народу у називу тога Мрат. По свему судећи црква је била посвећена светом Мартину. Милош Милојевић је веома критикован од Јастребова за свој некритички рад. Милојевићев кореспондент из Призрена је спадао у људе апокрифичког достојанства. Поп Јован Васић (тада живи у Србији) достављао му је оданде податке у Милојевићевом духу и смеру. Поп није био образован и потицао је из породице врло рђавог порекла, из рода племена које је славило 11. новембар - Дан Св. Мрата (Дечанског краља). Тада је било познато да се код Срба људи који славе Дан Св. Мрата, 11. новембра, сматрају лошима. Тако о томе говоре М. Ђ. Милићевић (Славе у Срба. Кућанска слава. Општинска слава., 1877, стр. 101.). Знајући то, Мратинци говоре да славе Св. Дечанског и Марко Краљевић је веле променио Св. Мрата за Св. Ђорђа.
У Српској православној цркви негира се оваква веза православног Мратиндана са римокатоличким Мартинданом и објашњава да је "Св. Мрата" народни надимак за краља Стефана Дечанског, који се обележава 11. новембра / 24. новембра.